# Dave Winfield
David Mark Winfield (ur. 3 października 1951) – amerykański baseballista, który występował na pozycji zapolowego przez 22 sezony w Major League Baseball.
Winfield został wybrany w 1969 roku w 40. rundzie draftu przez Baltimore Orioles, ale nie podpisał kontraktu podejmując studia na University of Minnesota i grę w drużynie uniwersyteckiej Minnesota Golden Gophers. W czerwcu 1973 ponownie przystąpił do draftu i został wybrany w pierwszej rundzie z numerem czwartym przez San Diego Padres.
Debiut w Padres zaliczył 19 czerwca 1973 w meczu przeciwko Houston Astros, w którym zaliczył uderzenie i zdobył runa. W 1977 po raz pierwszy wystąpił w All-Star Game, zaś rok później został pierwszym w historii klubu kapitanem zespołu. W sezonie 1979 zaliczył najwięcej w National League RBI (118), po raz pierwszy w karierze zdobył Złotą Rękawicę, a w głosowaniu do nagrody MVP National League zajął 3. miejsce za Keithem Hernandezem i Williem Stargellem.
W grudniu 1980 jako wolny agent podpisał 10-letni kontrakt z New York Yankees wart 23,3 miliona dolarów, stając się najlepiej opłacanym wówczas zawodnikiem w MLB. W 1984 do ostatniego dnia sezonu zasadniczego walczył z kolegą z zespołu Donem Mattingly o tytuł najlepszego wybijającego w American League; ostatecznie Mattingly uzyskał średnią uderzeń 0,343, a Winfield 0,340. W 1989 nie zagrał w żadnym meczu z powodu kontuzji pleców, odniesionej pod koniec poprzedniego sezonu. Od maja 1990 do końca sezonu 1991 był zawodnikiem California Angels, zaś w grudniu 1991 podpisał roczny kontrakt z Toronto Blue Jays, z którym rok później zdobył mistrzowski tytuł.
16 września 1993 grając w Minnesota Twins, w meczu przeciwko Oakland Athletics, zaliczył 3000. uderzenie w karierze. W sezonie 1995 występował w Cleveland Indians, w którym zakończył karierę zawodniczą mając 43 lata. W 2001 został uhonorowany członkostwem w Baseball Hall of Fame.
| Nagroda/wyróżnienie           | Lata                                                                   | Źródło |
| 12× All-Star                  | 1977, 1978, 1979, 1980, 1981, 1982, 1983, 1984, 1985, 1986, 1987, 1988 | [ 3 ]  |
| 7× Gold Glove Award           | 1979, 1980, 1982, 1983, 1984, 1985, 1987                               | [ 8 ]  |
| 6× Silver Slugger Award       | 1981, 1982, 1983, 1984, 1985, 1992                                     | [ 8 ]  |
| Zwycięzca w World Series      | 1992                                                                   | [ 5 ]  |
| Branch Rickey Award           | 1992                                                                   | [ 9 ]  |
| Babe Ruth Award               | 1992                                                                   | [ 8 ]  |
| Roberto Clemente Award        | 1994                                                                   | [ 4 ]  |
| 3000 hit club                 |                                                                        | [ 6 ]  |
| Baseball Hall of Fame         | od 2001                                                                | [ 7 ]  |
| # 31 zastrzeżony przez Padres | 2001                                                                   | [ 8 ]  |